# Edwin (motorfiets)
Edwin is een historisch motorfietsmerk.
De Edwin was een bijzondere motor die in 1906 in Boston, de Verenigde Staten werd gebouwd door de technici Edwin, Porter en Windig. De motor had één zuiger, die echter met twee drijfstangen aan twee krukassen zat, die tegengesteld draaiden. Daarmee wilde men de motortrillingen tegengaan. De machine liep inderdaad zeer rustig maar werd toch geen succes.